# 아드레노크롬
아드레노크롬(영어: adrenochrome)은 아드레날린(에피네프린)의 산화로 생성되는 분자식 C9H9NO3을 가지는 화합물이다. 유도체인 카르바조크롬은 지혈 약물이다. 화학명이 유사하지만, 크롬 도금이나 크로뮴과는 연관이 없다.

## 화학
생체내, 아드레노크롬은 에피네프린의 산화로 합성된다. 생체외, 산화 은(I) (Ag2O)을 산화제로 사용한다. 그 존재는 용액의 분홍색으로 확인할 수 있다. 중합하면 갈색으로 변한다.

## 뇌에 미치는 영향
15개 이하의 시험 대상을 포함한 1950년대와 1960년대에 시행된 소규모 연구들에서는 아드레노크롬이 사고장애, 이인감, 그리고 유포리아와 같은 정신 반응을 유발시켰다고 보고했다. 연구원 아브람 호퍼와 험프리 오스몬드는 아드레노크롬이 신경독성, 정신 이상적 환각 물질이며, 조현병 등의 정신 질환에 영향을 줄 수 있다고 주장했다. 그들이 "아드레노크롬 가설"이라고 말하는 것에서, 비타민 C와 니아신의 대량 투여가 뇌의 아드레노크롬을 감소시켜 조현병을 치료할 수 있을 것이라 추측했다.

## 법률적 상태
아드레노크롬은 미국의 통제물질법에서 계획되지 않았다. 미국 식품의약국에서 승인한 약물은 아니며, 식이보충제로 제작될 경우 우수 의약품 제조 및 품질관리 기준에 따라야 한다.